# Gràfica cronològica del big-bang
Aquesta gràfica cronològica del big-bang mostra el seguit de successos segons el que proposa la teoria del big-bang, des del començament del temps fins al final de l'Edat Negre Primordial (i el començament de la reionització).
Aquesta és una escala logarítmica que mostra {\displaystyle 10*\log _{10}} segon en comptes de segon. Per exemple, un microsegon és {\displaystyle 10*\log _{10}0.000001=10*(-6)=-60}. Convertir -30 seguint una escala de segon es calcula {\displaystyle 10^{-30/10}=10^{-3}=0.001} segons = un mil·lisegon. Un pas de 10 unitats en la escala és deu vegades més llarg que el pas previ.